# Manoir du Verger (Noyal-Pontivy)
Le manoir du Verger est un édifice situé à Noyal-Pontivy en France.

## Localisation
Le manoir est situé sur le territoire de la commune de Noyal-Pontivy, dans le département du Morbihan en région Bretagne.

## Description
Le manoir date du XVIIe siècle, c'est un édifice à un étage carré construit en pierre de taille en granite et de schiste, toiture à longs pans, pignons découvert et couvert, flèche polygonale. Escalier demi-hors-œuvre, escalier à vis.

## Historique
Édifice en majeure partie du XVIIe siècle : date 1639 sur le linteau d'une porte accédant aux combles. Aménagements, décors intérieurs et travaux extérieurs ponctuels : date 1808 sous la toiture de l'élévation sud. Travaux d'aménagement en mairie en 1962. Propriétaires successifs : F. de Remungol (1536-1554) , _Aufrédy (1666-1706) , Le Gallo (1762-1766) , acquis des Le Bellour en 1961.
Le manoir est inscrit à l'inventaire général du patrimoine culturel en 1986.